# Confissão de Fé (1689)
A Confissão de Fé (1689), também conhecida como Segunda Confissão de Fé de Londres, é uma confissão de fé batista particular, isto é, de orientação calvinista. A Confissão foi escrita em uma assembléia de puritanos não-conformistas batistas em Londres como uma expressão formal de sua teologia, inspirada na Confissão de Fé de Westminster, publicada em 1646, mas de uma perspectiva credobatista. Por isso, a Confissão possui muita proximidade, em relação ao conteúdo, com a Confissão de Westminster e a Declaração de Savoy, de 1658. 

## Fundo histórico

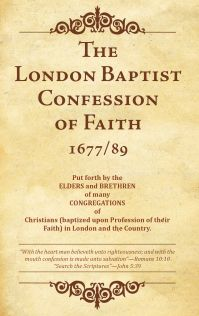
Página de título renovada da Segunda Confissão de Londres.

A criação da Segunda Confissão de Fé de Londres de 1689 está ligada aos primeiros puritanos que adotaram o credobatismo na Inglaterra. Entre estes puritanos, havia certas diferenças soteriológicas conhecidas como linha Geral e linha Particular.
Os primeiros puritanos batistas eram os batistas gerais, que defendiam a expiação geral da morte de Jesus Cristo. Isto é, eles criam que Jesus morreu na cruz por todos os pecados da humanidade e não apenas pelos pecados dos crentes eleitos. Estes foram levemente influenciados pelo advento do arminianismo entre os cristãos reformados, que possuia a doutrina da expiação geral, mas não adotaram os outros pontos arminianos. Algumas décadas depois, com a expansão da teologia batista, alguns puritanos a adotaram mas continuaram com sua crença na expiação particular. Estes foram chamados batistas particulares, crendo que a morte de Jesus na cruz foi apenas pelos pecados dos eleitos.
Embora empregados por grupos distintos e em tempos diferentes, as nomenclaturas "particular", "reformado" e "calvinista" subscrevem à esta linha calvinista dos batistas. Entre os vários sub-grupos dos batistas calvinistas, há uma distinção entre os que aderem à Primeira Confissão de Fé de Londres de 1646, os chamados "batistas da Nova Aliança"; os "batistas da graça", aderentes à Segunda Confissão de Fé de Londres; e os batistas calvinistas moderados, aderentes à Confissão de Fé de New Hampshire (embora também seja aderida por arminianos).
A afirmação dos puritanos batistas de que apenas crentes arrependidos devem ser batizados os colocou em desacordo não só com a Igreja da Inglaterra, mas também com os puritanos presbiterianos e congregacionais, que apoiam o batismo de bebês.